# Küstrinchen
Küstrinchen ist eine kleine Ansiedlung, die seit dem 13. Jahrhundert besteht. Seit dem Jahr 1990 ist sie ein Ortsteil der Stadt Lychen und gehört zum Bundesland Brandenburg.

## Geschichte
Auf einem Dokument des Jahres 1299 ist der Ort erstmals als Costernitz erwähnt, er gehörte zum Herrschaftsgebiet des Grafen von Fürstenberg. Dessen Nachkommen verkauften den Ort 1368 an das Nonnenkloster Boitzenburg. Als das Kloster im Jahr 1539 infolge der Reformation aufgelöst wurde, lebten in Costernitz 19 Bauern in einfachen Hütten und mit geringem Landbesitz. Hinzu kam die Pfarrersfamilie, es waren aber keine Kossäten ansässig. Die Einwohner betrieben Land- und Viehwirtschaft sowie Fischfang. Zeitweise wurde die Namensform Cüstrinchen geführt.
Zwei Personen (Jakob Hase und Hans Schröder) brannten 1586 den Ort ab. Sie wurden als „Mordbrenner“ gefasst und „mit dem Feuer vom Leben zum Tode befördert“. Der Hexenwahn machte vor dem kleinen Ort nicht halt. 1592 wurde die Dorfschulzin Poldi Potza gefoltert und anschließend als Zauberin und Giftmischerin auf dem Scheiterhaufen verbrannt.
Im Dreißigjährigen Krieg (1618–1648) wurden fast alle Gebäude samt der Dorfkirche zerstört. Noch 1687 lag die Ortschaft wüst, es heißt „Küstrinchen hatte so schwer gelitten, dass es aufhörte, ein Bauerndorf zu sein“.
Die Herrschaft Boitzenburg der Grafen von Arnim-Boitzenburg begann 1716 mit dem Versuch der Wiederansiedlung von Bauern, was zunächst nicht gelang. So verpachteten die Besitzer das Land als Vorwerk und 1724 wurden 27 Einwohner gezählt. Die Bevölkerung wuchs wieder und so geben die Dokumente für das Jahr 1861 bereits 155 Personen hier an. zeitgleich wird die Gemarkung Fegefeuer als Schäferei geführt. Um 1880 gehörten 395 ha zum dann bestehenden Rittergut mit Vorwerk Fegefeuer. 1901 war Forstmeister Schmidt zuständig für Küstrinchen mit den Waldarbeiterwohnungen. 1910 war August Collin der Pächter. Vor 1930 war das Gut, respektive der See mit 258 ha, samt Fischerei verpachtet an Franz Döhring.
Bis zum Ende des Zweiten Weltkriegs gehörte Küstrinchen zum Amtsbereich Boitzenburg, ab 1949 kam es zum Bezirk Neubrandenburg. Infolge der deutschen Wiedervereinigung liegt Küstrinchen seit 1990 im Bundesland Brandenburg und Verwaltungsreformen führten zur Eingliederung nach Lychen.

## Kultur und Sehenswürdigkeiten

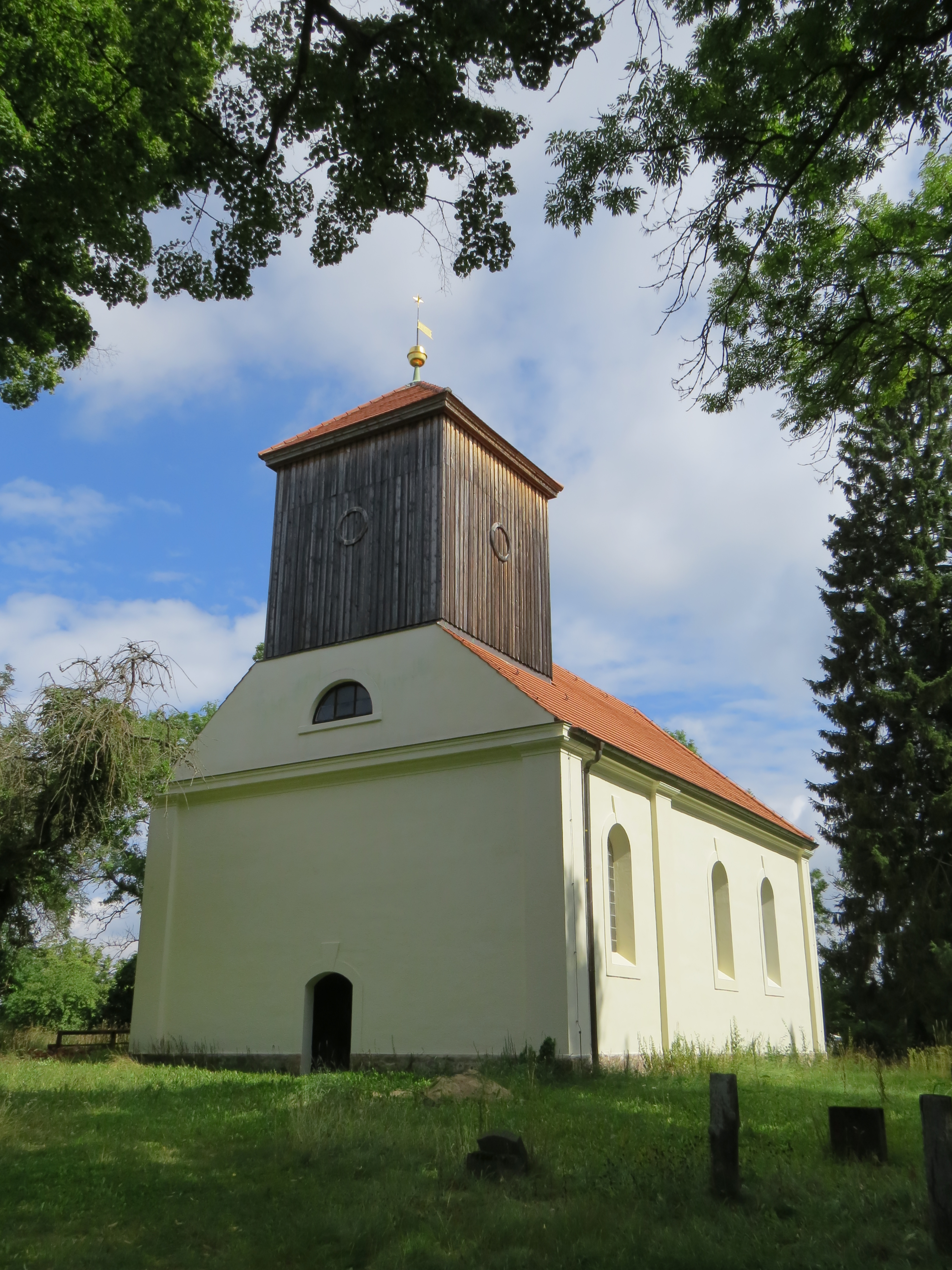
Dorfkirche im August 2013

- Die mitten auf dem Hügel stehende Dorfkirche Küstrinchen stammt aus den Anfängen des Ortes. Nach der Reformation wurde sie Gottesdienstort für die evangelischen Christen des Ortes. Im Dreißigjährigen Krieg wie die übrigen Wohngebäude zerstört, ließ der Patron, Arnim von Boitzenburg, sie ab 1747 unter der Verantwortung des Baumeisters A. F. Cavon neu aufbauen. Wie aus der Jahreszahl an der Wetterfahne hervorgeht, erfuhr das Gotteshaus 1828 einen größeren Umbau. Der umgebende Kirchhof wurde im Jahr 1970 stillgelegt, Beisetzungen finden seither in Lychen statt. Das Kirchengebäude diente letztmals 1982 einem Gottesdienst. Von 2002 bis 2020 wurde das ortsbestimmende Gebäude saniert, auch mit Hilfe der Einwohner und dem eigens gegründeten Förderverein.
- Im Jahr 1729 erhielt der Ort das erste Schulhaus, das ursprünglich nur als Wohnhaus für den Lehrer errichtet worden war. Erst durch amtliche Verfügung wurde 1887–1889 ein neues eigenes Schulgebäude errichtet.
- Einige ältere Gebäude aus dem 19. Jahrhundert sind erhalten, darunter der ehemalige Kolonialwarenladen. Nach der Wende gab es Zuwanderer, die sich Neubauten errichten ließen. Für das Jahr 2012 werden 50 Einwohner von Küstrinchen gezählt.
- Direkt am Großen Küstriner See, der zu Küstrinchen gehört, steht ein historisches Fischerhaus, das modernisiert wurde. Es dient als Seminar- und Fortbildungszentrum.
- Naturschutzgebiet Küstrinchen